# LCA大学院大学
LCA大学院大学（エル・シー・エーだいがくいんだいがく）は、大阪市北区曽根崎新地2-2-16に本部を置いていた日本の株式会社立大学である。2006年に設置され、2011年に廃止された。

## 設置研究科
- 企業経営研究科

## 講師陣
- 学長

山崎正和 （元・東亜大学学長、大阪大学名誉教授、中央教育審議会前会長、文化功労者）
- 副学長

森谷正規 （元・野村総合研究所）
- 専任教授

岡本三宜 （元東レ）
石黒周 （世界初の二足歩行ロボットの販売ベンチャー・ZMP株式会社を立ち上げた。）
小林哲夫（神戸大学名誉教授）
林英夫 （元関西大学教授）
- 客員准教授

天野雄介 （元あずさ監査法人）
など。

## 概要
- 企業家養成学校としての特徴を持つ大学院大学。文部科学省から株式会社立大学院大学の認可を受け2006年4月に開学した。
- 運営するのは、総合経営コンサルタントであった株式会社日本エル・シー・エー (日本LCA) の子会社、株式会社LCA-I。
- 企業家輩出機関を理念とし、概念的なノウハウだけでなく、実業子会社で培った実戦的ノウハウをもとにコンサルティングを手がけてきた日本LCAが、独自の経営ノウハウと実業子会社というフィールドを生かして、次代を担う企業家を育成するために設立した。
- 教育機関としての機能だけではなく、研究機関としての機能も充実させ、経営ノウハウを学術的に研究、それを普遍化することによって、より多くの企業・業界への指導や現場に還元する狙いがあった。
- 「企業家育成」を標榜していることもあり、ビジネスの分野で経験・実績豊かな人材が数多く選ばれているのが特長。学生は、LCAが持つノウハウだけでなく、教授陣がそれぞれの現場で獲得してきた生きた知識や知恵を習得することができた。
- 起業を目指す者は、大阪市と日本LCAから、資金提供、起業支援、企業運営に対する指導、人材資源の紹介、企業ネットワークの活用助言など、具体的な支援を受けることができた。
- 開校以来、学生数は定員に届かない状態が続き、2008年7月に親会社である日本エル・シー・エーは債務超過を公表、大幅な事業見直しを進めていた中、2008年12月17日に、2009年度は学生を募集しない事が決定した。
- 2009年度以降は学生募集を行っておらず、公式ウェブサイトも削除した。2010年度末をもって大学を廃止。

## 所在地
- 大阪市北区曽根崎新地二丁目2-16　桜橋東洋ビル8階